# Список Героев Советского Союза (Липецкая область)
Список Героев Советского Союза Липецкой области.

## А
- Аверьянов, Степан Васильевич
- Алексеев, Иван Михайлович
- Алтухов, Иван Сергеевич
- Антипов, Михаил Николаевич
- Ануфриев, Митрофан Алексеевич
- Аулов, Василий Иванович
- Афанасьев, Виктор Михайлович

## Б
- Басинский, Владимир Лукьянович
- Бахаев, Степан Антонович
- Беляков, Иван Яковлевич
- Бирюков, Николай Иванович
- Бобровский, Александр Андреевич
- Боев, Иван Капитонович
- Борисов, Иван Фёдорович
- Бородин, Георгий Демьянович
- Бредихин, Николай Фёдорович
- Бурлаков, Иван Семёнович
- Быков, Михаил Никифорович

## В
- Валяев, Николай Дмитриевич
- Верёвкин, Василий Трофимович
- Вишняков, Иван Алексеевич
- Водопьянов, Михаил Васильевич
- Воронин, Иван Фёдорович

## Г
- Газин, Василий Петрович
- Глинкин, Сергей Григорьевич
- Горбунов, Андрей Михайлович
- Горбунов, Николай Иванович
- Горбунов, Фёдор Ильич
- Горчаков, Пётр Андреевич
- Гришин, Иван Григорьевич
- Гугнин, Николай Павлович
- Гуляев, Дмитрий Илларионович
- Гурьев, Степан Савельевич
- Гусев, Сергей Иванович

## Д
- Двойченков, Павел Иванович
- Двуреченский, Николай Иванович
- Дешин, Андрей Иванович
- Дешин, Иван Семёнович
- Дорохин, Иван Никитович
- Дудченко, Иван Андреевич
- Дьяконов, Ефрем Аристаулович
- Дякин, Михаил Васильевич

## Е
- Евтеев, Михаил Иванович
- Елецких, Гавриил Никифорович

## Ж
- Жемчужников, Иван Иванович

## З
- Заикин, Митрофан Моисеевич
- Зайкин, Иван Михайлович
- Зайцев, Яков Павлович
- Зарников, Иван Семёнович
- Захаров, Алексей Никонорович
- Зачиняев, Пётр Спиридонович
- Знаменский, Владимир Иванович
- Зыков, Николай Никитович

## И
- Иванов, Георгий Фёдорович
- Игнатьев, Владимир Митрофанович

## К
- Калачёв, Анатолий Александрович
- Калинин, Иван Андреевич
- Камынин, Кирилл Леонтьевич
- Карасёв, Виктор Александрович
- Карасёв, Михаил Дмитриевич
- Касимов, Николай Ефимович
- Князев, Алексей Петрович
- Ковалёв, Пётр Семёнович
- Козьяков, Николай Дмитриевич
- Козьяков, Николай Ефимович
- Константинов, Михаил Петрович
- Константинова, Ксения Семёновна
- Корогодин, Иван Иванович
- Королёв, Роман Алексеевич
- Костин, Алексей Сергеевич

## Л
- Лазарев, Егор Иванович
- Ланских, Тимофей Иванович
- Лапшов, Николай Прокофьевич
- Лейков, Андрей Леонардович
- Литаврин, Сергей Гаврилович
- Лопатин, Пётр Григорьевич
- Лукин, Василий Петрович

## М
- Мазурук, Илья Павлович
- Макаренков, Иван Михайлович
- Малыгин, Григорий Алексеевич
- Меркулов, Георгий Владимирович
- Меркулов, Серафим Петрович
- Мешков, Иван Георгиевич
- Морковин, Михаил Васильевич
- Мячин, Василий Дмитриевич

## Н
- Нестеров, Степан Кузьмич
- Николаев, Иван Александрович
- Новиков, Сергей Трофимович

## О
- Окороков, Матвей Петрович
- Осипов, Василий Васильевич

## П
- Панарин, Антон Иванович
- Папин, Павел Андреевич
- Первушин, Александр Николаевич
- Печерский, Михаил Фёдорович
- Плесинов, Василий Никитович
- Плешивцев, Иван Николаевич
- Полунин, Александр Иванович
- Попов, Борис Петрович
- Присекин, Тимофей Зотович
- Путилин, Василий Сергеевич
- Путилин, Михаил Тихонович
- Пучков, Михаил Ильич

## Р
- Разенков, Гавриил Степанович
- Родионов, Алексей Павлович
- Родионов, Михаил Иосифович
- Родионов, Михаил Фёдорович
- Росляков, Алексей Александрович

## С
- Самофалов, Александр Егорович
- Сафронов, Андрей Семёнович
- Севрин, Виктор Семёнович
- Сидоров, Иван Прохорович
- Ситников, Николай Михайлович
- Степанищев, Михаил Тихонович — дважды Герой
- Стрекалов, Пётр Семёнович
- Суслов, Пётр Игнатьевич

## Т
- Телегин, Григорий Георгиевич
- Теренков, Николай Анастасьевич
- Тиньков, Николай Сергеевич
- Трубицын, Михаил Иванович
- Труфанов, Пётр Терентьевич
- Тюнин, Фёдор Михайлович

## Ф
- Флёров, Иван Андреевич
- Фролов, Иван Акимович
- Фролов, Иван Тимофеевич
- Фролов, Михаил Алексеевич

## Х
- Хвостов, Павел Никитович

## Ц
- Целковский, Николай Михайлович

## Ч
- Черешнев, Гавриил Егорович
- Черников, Григорий Ильич
- Чирков, Фёдор Тихонович
- Чурсин, Михаил Савельевич

## Ш
- Швецов, Степан Фёдорович
- Шипулин, Андрей Андреевич
- Шкатов, Иван Васильевич